# Tulsequah-Gletscher
Der Tulsequah-Gletscher ist ein 25 km langer Gletscher in den Boundary Ranges 70 km nordöstlich von Juneau in der kanadischen Provinz British Columbia.

## Geografie
Der Tulsequah-Gletscher befindet sich im Südosten des Juneau Icefield. Das Nährgebiet des Tulsequah-Gletschers befindet sich auf einer Höhe von etwa 1600 m westlich des Gisel Peak an der Grenze zu Alaska. Der Gletscher strömt anfangs 10 km nach Norden. Anschließend wendet er sich nach Südosten. Er endet auf etwa 100 m Höhe am Westufer eines Gletscherrandsees. Dieser wird über den Tulsequah River, einem rechten Nebenfluss des Taku River, entwässert. In einem links einmündenden Seitental befindet sich der Gletscherrandsee Lake Nolake. In einem rechten Seitental befindet sich mit dem Tulsequah Lake ein weiterer Gletscherrandsee.

## Gletscherentwicklung
Der Tulsequah-Gletscher ist im Rückzug begriffen. Zwischen 1984 und 2013 zog er sich 2500 m zurück und schaffte Platz für einen Gletscherrandsee. Der Gletscher ist bekannt für seine Gletscherläufe, den so genannten Jökulhlaups. Dabei entleeren sich plötzlich vom Gletscher aufgestaute Seen und produzieren talabwärts eine Sturzflut. Zwischen 1941 und 1971 entleerte sich der Tulsequah Lake jährlich. Seit 1990 tritt eine ähnliche Entwicklung beim Lake Nolake auf. Im Sommer füllen sich diese Seen mit Schmelzwasser der Gletscher. Sie erreichen dabei den abstrom gelegenen Hauptgletscher, der diese aufstaut. Der hydrostatische Druck führt dazu, dass der Gletscher zu strömen beginnt. Die Entleerung dauert gewöhnlich wenige Tage.